# Duarte Lobo
Duarte Lobo (Alcáçovas ou Lisboa, c. 1565 – 24 de setembro de 1646) foi um compositor português da época do Renascimento tardio e Barroco inicial. Foi o mais famoso compositor português da sua época. Em conjunto com Filipe de Magalhães, Manuel Cardoso e o Rei D. João IV, é considerado um dos músicos da "época dourada" da polifonia portuguesa.

## Vida
Sabe-se pouco da sua vida. Terá nascido em Alcáçovas ou em Lisboa, e sabe-se que foi aluno de Manuel Mendes em Évora. O seu primeiro trabalho terá sido o de mestre de capela da catedral de Évora; em 1594 era mestre de capela em Lisboa. Ensinou música no Colégio do Claustro da Sé em Lisboa, onde se manteve pelo menos até 1639. Mais tarde dirigiu na capital a capela do Seminário de São Bartolomeu. Assinava as suas obras como Eduardus Lupus.
Embora cronologicamente a sua vida se sobreponha à época do Barroco, escreveu, tal como Manuel Cardoso, música essencialmente ao estilo e técnica contrapontística da Renascença, como a da polifonia de Palestrina, tal como se poderia esperar por ter vivido numa zona isolada das inovações musicais de Itália e Alemanha. Publicou seis livros de música sacra, incluindo missas, responsórios, antífonas, magnificats e motetes.
A sua música é altamente atrativa, com força expressiva, tirando partido das características rítmicas e harmónicas do texto latino, em conformidade com as disposições do Concílio de Trento.
Encontram-se dispersos por diversas cidades (Coimbra, Évora, Vila Viçosa, Valladolid, Sevilha, Munique, Londres e Viena) os exemplares de praticamente tudo o que da sua obra foi editado em Antuérpia (Plantin, 1602-1639) e em Lisboa (Craesbeck, 1607).

## Edições Modernas (Partituras)
- Abreu, José (ed.), (2013), Opuscula 1602, [Responsórios de Natal], Coimbra, Imprensa da Universidade de Coimbra.
- Henriques, Luís (ed.), (2012), Duarte Lobo: Audivi Vocem de Caelo; Pater Peccavi, Lisboa, mpmp.
- Henriques, Luís (ed.), (2014), Duarte Lobo: Vidi aquam, Lisboa, mpmp.
- Henriques, Luís (ed.), (2014), Duarte Lobo: Magnificat Secundi Toni (versos pares), Lisboa, mpmp.
- Henriques, Luís (ed.), (2014), Duarte Lobo: Asperges Me, Lisboa, mpmp.
- Joaquim, Manuel (1945), Composições Polifónicas de Duarte Lobo: transcritas em Partitura por Manuel Joaquim, Lisboa, Instituto para a Alta Cultura.

## Algumas obras
- 1603 - Officium Defunctorum
- 1605 - Cantica Beatae Virginis (16 Magnificat a quatro vozes)
- 1620 - Missa “Dicevat Iesu"
- 1621 - Liber Missarum I - Missa pro defunctis
- 1639 - Liber Missarum II - Missa vox clamantis

O álbum "Masterpieces of Portuguese Polyphony" inclui composições de Duarte Lobo e Filipe Magalhães, sendo da Editora "Hyperion".
- Partituras gratuitas de Duarte Lobo na CPDL, a Biblioteca Coral de Domínio Público